# Gabiley

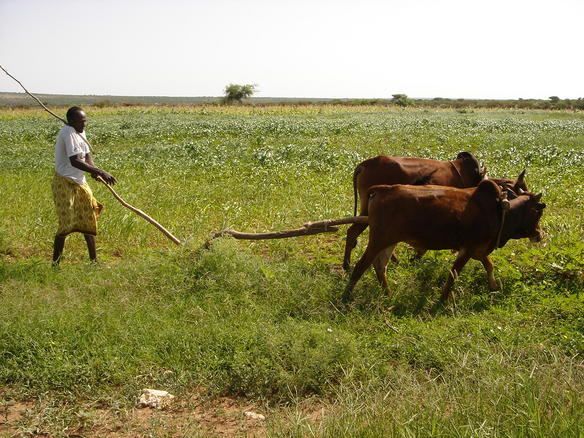
Rolnictwo w Gabiley.

Gabiley (arab. غابيلي) – miasto w północno-zachodniej Somalii, na terenie Somalilandu, w regionie Woqooyi Galbeed. Według danych na rok 2013 miasto liczyło 17 998 mieszkańców.